# Индоарийски езици
Индоарийските езици принадлежат към семейството на индоевропейските езици и по-специално към групата на индоиранските езици.
Те са разпространени предимно в Южна Азия. Общо ок. 200-те съвременни индоарийски езика се говорят от поне 1,5 млрд. души, предимно в Северна и Централна Индия, Пакистан, Непал, Шри Ланка и Малдивите.
Към най-важните индоарийски езици се числят хинди, урду, бенгалски, маратхийски, гуджаратски, други индийски регионални езици, класическият санскрит и цигански език.